# وصول إلى التمويل

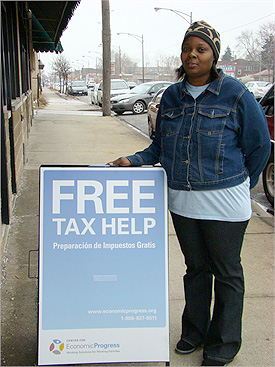

الوصول إلى التمويل (بالإنجليزية: Access to finance)‏ هو قدرة الأفراد أو المنشآت على كسب خدمات مالية، متضمنةً الائتمان، الإيداع، الدفع، التأمين، وخدمات أخرى تتعلق بإدارة المخاطر. يُشار إلى الأشخاص الذين لا يملكون تمويلًا أو تمويلهم محدود قسرًا بصفة غير المتعاملين بنكيًا أو الذين لا يملكون وصولًا كافيًا للخدمات المالية الرئيسية، بالترتيب نفسه.
أظهرت الأدلة التراكمية أن الوصول التمويلي يعزز نمو المنشآت من خلال تزويد كلا الشركات الناشئة والموجودة أصلًا بالائتمان. الأمر الذي يغني الاقتصاد عمومًا عن طريق حثّ النمو الاقتصادي وتصعيد التنافس، إضافةً إلى رفع الطلب على العمالة. ما يؤدي إلى ارتفاعٍ نموذجيٍ في دخل من هم في أسفل سلّم الإيرادات ومن ثمّ الحدّ من الفقر وعدم المساواة في الدخل.
يحدّ قصور الوصول التمويلي من مجال الخدمات والقروض بالنسبة للعائلات والمنشآت. يحتاج الأفراد الفقراء والمنشآت الصغيرة إلى الاعتماد على ثراوتهم الشخصية أو موارد داخلية للاستثمار في تعليمهم وأعمالهم التجارية، ما يقيّد إدارتهم و إمكاناتهم الكاملة في دائرة من استمرارية عدم المساواة في الدخل والنموّ المتضائل.
يتفاوت الوصول إلى التمويل بشكل كبير بين الدول ويترواح بين 5 في المئة من السكان الراشدين في بابوا غينيا الجديدة وتنزانيا إلى 100 في المئة في هولندا (انظر دوميرجوك-كانت، بيك، وهونوهان، 2008، الصفحة 190-191 من أجل قائمة شاملة للمعايير المقدرة في الوصول إلى التمويل في مختلف البلدان)

## تعريف وقياس خدمات الوصول إلى التمويل
يجب التمييز بين الوصول إلى التمويل (إمكانية وصول الأفراد أو المنشآت إلى الخدمات المالية) والاستفادة الفعلية من الخدمات المالية، لأن عدم استخدام التمويل يمكن أن يكون طوعيًا أو قسريًا. يملك غير المستفيدين طوعيًا من الخدمات المالية وصولًا إليها لكنهم لا يستخدمونها إما لعدم حاجتهم إليه أو لأنهم قرروا عدم الاستفادة من خدمات مالية كهذه لأسباب ثقافية، دينية، أو أسباب أخرى.
قياس الوصول التمويلي أساسي لتقوية الصلة بين النظرية والدليل التجريبي. حاليًا، المتغيرات الوكيلة الرئيسية التي تقيس الوصول التمويلي تشتمل على: عدد الحسابات البنكية في كل 1,000 فرد بالغ، عدد الأفرع البنكية في كل 100,000 فرد بالغ، النسبة المئوية للشركات التي تمتلك خط ائتمان (كلا الشركات الضخمة والصغيرة).
في حالة الأسواق المالية، يتطلب قياس الوصول التمويلي التيقّن من تركيز السوق، لأن درجةً عاليةً من التركيز تعكس صعوباتٍ أكبر في دخول السوق بالنسبة للشركات الأحدث والأصغر. ويوجد عوامل أخرى تتضمن: النسبة المئوية لرسملة السوق والقيمة المتداولة خارجيًا لأضخم عشرةِ شركات، عائدات السندات الحكومية (ثلاثة أشهر وعشرة سنوات)، نسبة سندات الديون الخاصة إلى العامة (محليًا)، نسبة سندات الديون المحلية إلى الكلّيّة، ونسبة إصدارات سندات الشركات الجديدة إلى الناتج المحلي الإجمالي.
يرغب غير المستفيدين قسريًا بالاستفادة من الخدمات المالية، لكنهم لا يملكون وصولًا إليها نتيجةً لأسباب متعددة: أولًا، قد يكونون غير قابلين للتعامل بنكيًا لأن دخلهم المنخفض يمنعُ خدمتهم تجاريًا (أي على نحو مفيد) بواسطة المؤسسات المالية؛ ثانيًا، قد يكون ذلك بسبب وجود تمييز ضدهم مبنيّ على خلفية اجتماعية، دينية، أو عرقية؛ ثالثًا، قد يكونون غير قابلين للتعامل بنكيًا لأن شبكات التعاقد والمعلومات (لأسباب مثل شروط ضمان إضافي عالية أو نقص في معلومات سجلات الائتمان) تمنع المؤسسات المالية من تقديم الخدمات لهؤلاء غير المستفيدين؛ أخيرًا، قد تكون أسعار أو مزايا الخدمات المالية غير ملائمة بالنسبة للفئات السكانية لغير المستفيدين.
بما أن العوامل التي تحدد إمكانية امتلاك فرد أو منشأة وصولًا إلى التمويل قد تتغير بمرور الوقت، من المنطقي تقسيم المتعاملين وغير المتعاملين بنكيًا إلى قطاعات سوقية تعكس وضعهم المستقبليّ الحاليّ والمحتمَل بصفة مستفيدين أو غير مستفيدين من الخدمات المالية. أحد هذه النهوج المتبعة في تقسيم السوق هو «حدّ الوصول»، والذي يمكن استخدامه لتحليل تطور السوق عبر الزمن. يوضح حد الوصول أعلى نسبة من السكان الذين يمكنهم الوصول إلى منتجٍ أو خدمة ما في نقطة زمنية معينة، وقد يتحرّك الحد بمرور الوقت، على سبيل المثال، نتيجة التغيّرات التقنية والتنافسية في السوق. يميز نهج حد الوصول بين المستفيدين وغير المستفيدين من منتج أو خدمة ما، ويقسم غير المستفيدين إلى أربعة مجموعات:
- الأشخاص القادرون على الاستفادة من المنتج أو الخدمة لكنهم اختاروا عدم الاستفادة (غير المستفيدين طوعًا)
- الأشخاص القادرون حاليًا على الوصول إلى المنتج أو الخدمة لكنهم لم يستفيدوا منها بعد (غير مستفيدين، يقعون ضمن حد الوصول الحالي)
- الأشخاص الذين يفترض بهم أن يكونوا قادرين على الاستفادة من المنتج أو الخدمة خلال مدة تتراوح بين الثلاثة أشهر إلى الخمسة سنوات المقبلة، بناءً على التغيّرات في ملامح المنتج أو الخدمة، أو السوق، على التوالي (غير مستفيدين، يقعون ضمن حد الوصول المستقبلي)
- الأشخاص الذين يقعون خارج نطاق حلول السوق في مدة الثلاثة أشهر إلى الخمسة سنوات المقبلة (مجموعة السوق العليا، يقعون خارج نطاق حد الوصول المستقبلي)

يعطي الجدول التالي نظرة عامة حول تجميع المستهلكين إلى مستفيدين وغير مستفيدين، قطاعات غير المستفيدين، بالإضافة إلى ثلاثة مناطق تمكّن سياسات الحكومة من التنسيق بشكل أفضل بين الأنشطة ومتطلبات تطوير السوق.
| المجموعة     | القطاع السوقي                                            | منطقة سياسة السوق       |
| ------------ | -------------------------------------------------------- | ----------------------- |
| مستفيدون     | مستفيدون حاليون                                          | لا يوجد سياسة مطبقة     |
| غير مستفيدين | غير مستفيدين طوعًا                                        | لا يوجد سياسة مطبقة     |
| غير مستفيدين | غير مستفيدين، يقعون ضمن حد الوصول الحالي                 | منطقة تمكين السوق       |
| غير مستفيدين | غير مستفيدين، يقعون ضمن حد الوصول المستقبلي              | منطقة تطوير السوق       |
| غير مستفيدين | مجموعة السوق العليا، يقعون خارج نطاق حد الوصول المستقبلي | منطقة إعادة توزيع السوق |

من الصعب نسبيًا تخمين وقياس الوصول إلى التمويل لأن البيانات المتعلقة بالموضوع ليست متوفرة بسرعة وسهولة. قاد قصور البيانات الملائمة عبر البلاد في استخدام الخدمات المالية إلى استخدام عدد الودائع وحسابات القروض كمقياس بسيط للوصول التمويلي، رغم كونه مقياسًا منقوصًا له.

## الخدمات المالية الرسمية وغير الرسمية
قد تكون الخدمات المالية مقدمةً عبر مجموعة من الوسطاء الماليين الذين يشكلون جزءًا من المنظومة المالية. هناك فارق بين مزودي الخدمات المالية الرسميون وغير الرسميين، مبنيّ في المقام الأول على ما إذا وُجدَت بنية تحتية قانونية تزود ملاذًا للمُقرضين وحمايةً للوادعين أم لا. يعطي الجدول التالي لمحة عامة حول هذا الفارق عبر عرض قطاعات المنظومات المالية بحسب درجة رسميتها.
| المستوى                                         | الإيضاح                                                              | المؤسسات                                                                                   | الزبائن الرئيسيون                                                  |
| ----------------------------------------------- | -------------------------------------------------------------------- | ------------------------------------------------------------------------------------------ | ------------------------------------------------------------------ |
| مصارف رسمية                                     | مرخصة من قبل المصرف المركزي                                          | مصارف تجارية وتطويرية                                                                      | حكومة الأعمال التجارية الضخمة                                      |
| مؤسسات مالية غير مصرفية متخصصة (إن بي إن آي إس) | مرخصة من قبل المصرف المركزي                                          | مصارف ريفية مصرف البريد شركات الإدّخار والإقراض مصارف التمويل متناهي الصغر المتلقية للودائع | المنشآت الريفية الضخمة العمال ذوي الراتب المنشآت الصغيرة والمتوسطة |
| شبه رسمي                                        | مسجلة قانونيًا، لكن غير مرخصة بصفة مؤسسة مالية عبر المصرف المركزي     | الاتحادات الائتمانية المنظمات غير الحكومية المعنية بالتمويل متناهي الصغر                   | المشاريع الصغرى الأعمال الحرة الفقراء                              |
| غير رسمي                                        | غير مسجلة قانونيًا على مستوى وطني (مع أنها قد تكون تابعة لشركة مسجلة) | محصلو (جمعيّات تدوير المال) الإدخارات جمعيات الإدّخار والائتمان مجموعات تدوير المال المُرابين | أصحاب المهن الحرة الفقراء                                          |

أحد النهوج الأكثر تفصيلًا في التمييز بين الخدمات المالية الرسمية وغير الرسمية يضيف الخدمات شبه الرسمية كقطاع ثالث للجدول أعلاه. في حين أن الخدمات المالية الرسمية تزودها مؤسسات مالية معتمدة من قبل الحكومة وتخضع للأنظمة المصرفية والرقابة، الخدمات المالية شبه الرسمية لا تنظمها السلطات المصرفية بل غالبًا ما تُرخّص وتخضع للرقابة من قبل وكالات حكومية أخرى. أما الخدمات غير الرسمية فتُقدّم خارج بنية قوانين الحكومة والرقابة.